# Людвіг Гольдбруннер
Людвіг Гольдбруннер (нім. Ludwig Goldbrunner, нар. 5 березня 1908, Мюнхен — пом. 26 вересня 1981, Мюнхен) — німецький футболіст, що грав на позиції захисника. По завершенні ігрової кар'єри — футбольний тренер.
Виступав за мюнхенську «Баварію» та національну збірну Німеччини.

## Клубна кар'єра
У дорослому футболі дебютував 1927 року виступами за команду клубу «Баварія», кольори якої і захищав протягом усієї своєї кар'єри гравця, що тривала цілих дев'ятнадцять років. 1932 року допоміг мюнхенській команді вперше у своїй історії стати чемпіоном Німеччини.

## Виступи за збірну
1933 року дебютував в офіційних матчах у складі національної збірної Німеччини. Протягом кар'єри у національній команді, яка тривала 8 років, провів у формі головної команди країни 39 матчів. Був учасником футбольного турніру на берлінській Олімпіаді 1936 року та чемпіонату світу 1938 року.

## Кар'єра тренера
Розпочав тренерську кар'єру, ще продовжуючи грати на полі, 1938 року, очоливши тренерський штаб клубу «Баварія». Був граючим тренером команди до 1943 року, коли на тренерський місток команди прийшов Конрад Гайдкамп.
Після завершення Другої світової війни протягом 1945-1946 років тренував іншу мюнхенську команду, «Мюнхен 1860».
Помер 26 вересня 1981 року на 74-му році життя.